# حياة خطرة (فلم)
حياة خطرة فيلم مصري من إنتاج 1971 بطولة نبيلة عبيد، صلاح قابيل، سهير رمزي وغيرهم إخراج أحمد فؤاد.

## قصة الفيلم
مجموعة من الجواسيس الأجانب تخطط لعمليات تخريبية، وتتعاون مع أحد شيوخ قبائل البدو في مرسى مطروح، والذي قد تزوج من راقصة تنتمي لتلك العصابة. تقوم الزوجة بتهريب المخدرات والإتجار فيها، تقرر الجهات الأمنية وضع خطة للإيقاع بهما تقضي بأن يتظاهر ضابط بأنه سجين ويتقرب لأحد أفراد القبيلة المسجونين، يهربان من السجن ويذهبان لشيخ القبيلة الذي يحاول الضابط التقرب منه ومعرفة كل أسراره وخباياه.

## بطولة
| - نبيلة عبيد - صلاح قابيل - سهير رمزي - رشوان توفيق - حمدي غيث - حسن حامد - ليلى جمال | - ممتاز أباظة - سيد زيان - كنعان وصفي - محمود أبو زيد - جمال شبل - أحمد أبو عبية - أديب الطرابلسي | - محمد نجم - مظهر أبو النجا - إلهامي فايد - فاروق مشالي - فؤاد زكى - حلمي حليم - سيد العربي |

## فريق العمل
| - حسن حامد: منتج - محمد توفيق: مدير الإنتاج - فكري الجوهري: مدير الإنتاج - حمدي يوسف: مدير الإنتاج - المؤسسة المصرية العامة للسينما والتلفزيون (والمسرح والموسيقى): منتج - رشيدة رءوف: مهندس الديكور - أحمد الليثي: منفذ الديكور - مصطفى عبد الله: منسق المناظر - الشربيني أحمد: مدير استوديو الأهرام - ستوديو مصر: الطبع والتحميض - أحمد صبري: مدير المعامل - الشربيني أحمد: مدير التنفيذ | - ستديو الأهرام (ستديوهات الأهرام): المناظر الداخلية - إبراهيم عرايس: مونتير - سمير ضياء الدين: مركب الفيلم - ليلى السايس: نيجاتيف - أحمد الملا: قصة وسيناريو وحوار - يحيى الليثي: قصة وسيناريو وحوار - إبراهيم الدرواني: كلمات الأغاني - أحمد فؤاد: مخرج - محمد مفتاح: مخرج مساعد - ماهر شفيق: مساعد مخرج ثان - عبد السميع محمد: ماكيير | - فاطمة بكري: مصفف الشعر - أحمد حجازي: مساعد ماكيير - كمال عبد الله: مهندس الصوت - إرنست صباغ: مسجل الصوت - جلال أمين: مساعد الصوت - سعيد بكر: مدير التصوير - فاروق عبدالجواد: مساعد مصور - الشحري: العناوين - إبراهيم أبو المجد: إعداد الموسيقى - المؤسسة المصرية العامة للسينما والتلفزيون (والمسرح والموسيقى): موزع - حسين بكر: مصور فوتوغرافيا |

## وصلات خارجية
- مقالات تستعمل روابط فنية بلا صلة مع ويكي بيانات
- حياة خطرة على موقع الدهليز